# Priwalnoje
Das Dorf Priwalnoje (russisch Привальное; deutsch, inoffiziell Warenburg) liegt im Deutschen Nationalkreis Asowo im russischen Oblast Omsk in Westsibirien. Der Nationalkreis befindet sich südwestlich der Millionenstadt Omsk, nahe der Grenze zu Kasachstan. Priwalnoje schließt fast unmittelbar südwestlich an das Verwaltungszentrum des Kreises, Asowo, an und hat etwa 900 Einwohner. Asowo ist auch Sitz der Landgemeinde Asowskoje selskoje posselenije, zu der Priwalnoje zusammen mit vier weiteren Dörfern gehört.
In den 1990er Jahren war die übergroße Mehrheit von ihnen deutscher Abstammung und für die ältere und mittlere Generation war die deutsche Sprache (ein eher süddeutscher Dialekt mit gewissem russischem „Einschlag“) noch gelebte Umgangssprache. Die Kinder sprachen allerdings meist schon Russisch untereinander und mit den Erwachsenen.

## Aus der Geschichte von Priwalnoje

### Zu Zeiten des Zarenreichs
Die ersten Einwohner des Dorfes stammten fast alle aus den deutschen Mutterkolonien an der Wolga (Wolgadeutsche). Sie machten sich Ende des 19. Jahrhunderts auf den langen und schweren Weg, um östlich des Urals ein besseres Leben zu finden. Laut Erinnerungen der Dorfbewohner waren das Salman Gaus, Andreas Becker, Kondrat Krumm, Heinrich Schwabenland, Reinhard Jung mit ihren Familien. Zur Ansiedlung der Kolonisten wählte man das Ufer des Sees Sibanob. Hier lebten damals Kasachen. Sie beschäftigten sich mit Viehzucht und waren Nomaden. Die Gegend gefiel den Ankömmlingen und sie begannen Erdhütten, Schuppen und Stallungen zu errichten.
Jeder Bauernfamilie wurde ein Landteil aus dem Gemeindeland zur Nutzung zugeteilt. Auch später wurden die Wälder nach den Namen der Besitzer benannt, z. B. Wolfskolk, Schneiderskolk, Beckerskolk usw.
Anfang 1896 wurde das Dorf Warenburg benannt – nach dem Heimatdorf an der Wolga. Im Jahre 1897 gab es in Priwalnoje 47 Familien (126 Männer und 135 Frauen). Sie hielten 101 Kühe und 32 Schafe. Überschüssige Lebensmittel, wie Getreide, Fleisch, Milch und Butter, brachte man nach Omsk zum Verkauf.
Es kam der Erste Weltkrieg (1914–1918). Unter den in die russische Zarenarmee Einberufenen waren auch Bauern aus Priwalnoje: Andreas Beck, Alexander Popp, Johann Beck.

### Zu Zeiten der Sowjetunion
1927 gründeten einige Familien eine Maschinen-Genossenschaft und kauften einen amerikanischen Traktor der Marke „Fordson“. Eine neugegründete Genossenschaft nannte sich „Genossenschaft zur gemeinsamen Bodenbearbeitung“. Dazu schlossen sich im März 1929 die Familien Endysch, Schneider und Jung zusammen. Im Jahre 1931 wurde die Genossenschaft in Kommune umbenannt. Der erste Vorsitzende war Heinrich Meier. Nach dem Zerfall der Kommune 1933 wurde ein Kolchos gegründet. Der erste Vorsitzende war Philipp Gommer.
Es kam der Zweite Weltkrieg 1941–1945. Zu Beginn dienten auch einige Männer aus Priwalnoje in der Roten Armee: Adam Jesse, Friedrich Beck, David Erbes und andere. Doch wurden sie noch 1941 wie fast alle „Sowjetdeutschen“ aus der Armee entfernt und in die „Trudarmee“ (Arbeitsarmee) geschickt. In Priwalnoje blieben nur Greise, Frauen und Kinder. Manche kehrten erst ins Dorf zurück, als der Krieg schon lange vorbei war.
Im Jahre 1965 wurde im Dorf eine Achtjahresschule gebaut. Der erste Schuldirektor war Pjotr Michailowitsch Kokorin. Seit 1984 gibt es im Dorf eine „Stollowa“ (Speisehalle) und einen Viehzucht-Komplex. Im Jahre 1985 wurde endlich eine Wasserleitung fertiggestellt. 1986 wurde ein Kindergarten gebaut und 1987 beendete man den Bau eines neuen medizinischen Stützpunktes und eines neuen Jugendklubs.

### Zu Zeiten des neuen Russlands
Seit 1992 ist Priwalnoje ein Dorf im Deutschen Nationalkreis Asowo bei Omsk, in dem damals nach offiziellen Angaben zu zirka 60 % Deutsche lebten (Es war jedoch nicht selten, dass Russlanddeutsche – insbesondere aus gemischtnationalen Ehen – sich als „Russen“ im Pass eintragen ließen, um Nachteile zu vermeiden). Zum hundertjährigen Jubiläum der Dorfgründung (1994) wurde ein neues, zweistöckiges Schulgebäude errichtet. Zu dieser Zeit hatte das Dorf 487 erwachsene Einwohner und 303 Kinder. Die Zahl der Höfe betrug 236. Priwalnoje ist heute Teil der Aktiengesellschaft Asowskoje. 1994 betrug die Zahl der Rinder 2020; Pferde gab es 65. Man bewirtschaftete eine Fläche von 3293 Hektar, davon waren 2804 Hektar Ackerland, 1084 Hektar waren Heuschlag und Weide. Es gab in Priwalnoje 136 Arbeiter: 25 Viehpfleger, 30 Melker, 7 Rinderzüchter, 40 Traktoristen und 32 Arbeiter anderer Berufe.
Infolge der Ausreisewelle der Russlanddeutschen seit den 1990er Jahren verließ inzwischen die Mehrheit der alteingesessenen
Deutschen das Dorf in Richtung Deutschland; andere Deutsche aus den ehemaligen Sowjetrepubliken in Mittelasien – meist aus gemischtnationalen Ehen – siedelten sich im Nationalkreis Asowo und so auch in Priwalnoje an. Heute jedoch stellen die Deutschen in Priwalnoje vermutlich eher eine Minderheit dar. Der heimische deutsche Dialekt wird nur noch von wenigen als Alltagssprache verwendet.